# Beatles for Sale (EP)
Beatles for Sale är en EP-skiva av den brittiska rockgruppen The Beatles, utgiven den 6 april 1965. Alla sånger på EP-skivan kommer från gruppens fjärde studioalbum med samma namn från 1964.

## Medverkande
- John Lennon – sång, kompgitarr, akustisk gitarr, munspel
- Paul McCartney – sång, basgitarr
- George Harrison – sologitarr, elgitarr, akustisk gitarr
- Ringo Starr – trummor, tamburin

## Låtlista
| 1. | "No Reply"    | John Lennon, Paul McCartney | John Lennon | 2:15 |
| 2. | "I'm a Loser" | John Lennon, Paul McCartney | John Lennon | 2:30 |

| 1.           | "Rock and Roll Music" | Chuck Berry                 | John Lennon                 | 2:32 |
| 2.           | "Eight Days a Week"   | John Lennon, Paul McCartney | John Lennon, Paul McCartney | 2:43 |
| Total längd: | Total längd:          | Total längd:                | Total längd:                | 9:31 |